# 유튜브 프리미엄의 오리지널 프로그램 목록
다음은 유튜브 프리미엄에서 배포하는 오리지널 프로그램의 목록이다.

## 오리지널 시리즈

### 드라마
| 제목                  | 장르      | 프리미어          | 시즌               | 길이    | 상태   |
| --------------------- | --------- | ----------------- | ------------------ | ------- | ------ |
| 브로크(Broke)         | 드라마    | 2016년 9월 28일   | 1시즌, 11에피소드  | 8–19분  | 대기   |
| 라이프라인 (Lifeline) | 공상 과학 | 2017년 10월 11일  | 1 시즌, 8 에피소드 | 22–26분 | 종영   |
| 스텝 업: 하이 워터    | 춤        | 2018년 1월 31일   | 2시즌, 20에피소드  | 41–57분 | 종영   |
| 임펄스                | 공상 과학 | 2018년 6월 6일    | 1시즌, 10에피소드  | 44–51분 | 시즌 2 |
| 오리진(Origin)        | 공상 과학 | November 14, 2018 | 1시즌, 10에피소드  | 41–60분 | 종영   |
|                       |           |                   |                    |         |        |

### 외국어
| 제목                                                          | 언어     | 장르        | 프리미어         | 시즌                | 길이      | 상태 |
| ------------------------------------------------------------- | -------- | ----------- | ---------------- | ------------------- | --------- | ---- |
| 불스피릿(Bullsprit)                                           | 독일어   | 코미디      | 2018년 9월 12일  | 1 시즌, 7 에피소드  | 18–36 분  | 대기 |
| Neuland                                                       | 독일어   | 메타 코미디 | 2018년 9월 12일  | 1 시즌, 11 에피소드 | 11–31 분  | 대기 |
| Les Emmerdeurs                                                | 프랑스어 | 코미디      | 2018년 9월 19일  | 1 시즌, 10 에피소드 | 22–30 분  | 대기 |
| 그룸(Groom)                                                   | 프랑스어 | 코미디      | 2019년 9월 19일  | 1 시즌, 10 에피소드 | 20–23 분. | 대기 |
| Sobrevivi                                                     | 스페인어 | 코미디      | 2018년 10월 3일  | 1 시즌, 8 시즌      | 25–31 분  | 대기 |
| 탑 메니지먼트(Top Management)                                 | 한국어   | Drama       | 2018년 10월 31일 | 1 시즌, 16 에피소드 | 20–43 분  | 종영 |
| 리:이메진(Re:Imagine)                                         | 일본어   | 다큐멘터리  | 2018년 12월 11일 | 1 시즌, 7 에피소드  | 5-11 분   | 대기 |
| 더 페이크 쇼(The Fake Show)                                   | 일본어   | 스릴러      | 2018년 12월 12일 | 1 시즌, 11 에피소드 | 11–21 분. | 대기 |
| 리:SET(Re:SET)                                                | 일본어   | 다큐멘터리  | 2019년 4월 3일   | 1 시즌, 7 에피소드  | 5-8 분    | 대기 |
| 피셔스 앤드 더 로스트 트레저(Fischer's and The Lost Treasure) | 일본어   | 액션 코미디 | 2019년 4월 24일  | 1 시즌, 10 에피소드 | 13-21 분  | 대기 |
| '제이 팍 쵸즌원('Jay Park Chosen1)                            | 한국어   | 다큐멘터리  | 2019년 5월 1일   | 1 시즌, 4 에피소드  | 17-21 분  | 대기 |